# Mladen Grdović
Mladen Grdović (* 28. Juli 1958 in Zadar, Jugoslawien) ist ein kroatischer Schlagersänger.

## Karriere
Mladen Grdović fing schon mit 12 Jahren an zu singen.
Er ist ein offizielles Mitglied des Fanclubs "Torcida" des kroatischen Fußball Clubs Hajduk Split, in dessen Stadion er oft Songs interpretiert.

## Diskografie

### Alben
- 1990: Doviđenja
- 1991: Hrvatska lađa
- 1993: Nedostaješ mi ti… moji zlatni hitovi
- 1996: Nije u šoldima sve – Mladen i Bepo
- 1996: Ako odeš ti
- 1999: Vitar nek puše
- 2000: Kada se ljubav u vino pretvori (HR: Gold)[1]
- 2002: I za dušu i za tilo (HR: Gold)
- 2003: Evo mene moji ljudi (HR: Silber)
- 2006: E, da mi je vratit vrime (Croatia Records)
- 2008: Da te nima (Croatia Records)
- 2009: Dobro jutro ti, more (Croatia Records)
- 2012: Za tebe živim ja (Croatia Records)
- 2014: Samo more to zna (Croatia Records)
- 2016: Nek se čuje pisma s Jadrana (Croatia Records)
- 2024: Za šaku ljubavi (Platz 1 in Kroatien)

### Kompilationen
- 1995: Italia Mix
- 1997: 18 zlatnih hitova
- 1998: Za sva vrimena, mix hitova[2]
- 2004: 20 hitova (HR: Silber)
- 2007: Zlatna kolekcija
- 2010: Najljepše ljubavne pjesme (Croatia Records)
- 2014: 50 originalnih pjesama (Croatia Records)
- 2017: The Best Of Collection (Croatia Records)
- 2018: Dueti (Croatia Records)
- 2019: Moji sentimenti (Croatia Records)

### Singles (Auswahl)
- 1996: Dalmatinac
- 1996: Nije u šoldima sve
- 1998: Sve za ljubav
- 2003: Ćaćine Riči (Evo Mene Moji Ljudi)
- 2012: Oči Boje Lavande